# Myrtjärnen (Järna socken, Dalarna)
Myrtjärnen är en sjö i Vansbro kommun i Dalarna och ingår i Dalälvens huvudavrinningsområde. Sjön har en area på 0,0838 kvadratkilometer och ligger 233 meter över havet.

## Delavrinningsområde
Myrtjärnen ingår i det delavrinningsområde (671024-142423) som SMHI kallar för Ovan VDRID = Gusjöbäcken i Västerdalälvens vatten*. Medelhöjden är 236 meter över havet och ytan är 9,59 kvadratkilometer. Räknas de 720 avrinningsområdena uppströms in blir den ackumulerade arean 7 612,46 kvadratkilometer. Västerdalälven som avvattnar avrinningsområdet har biflödesordning 2, vilket innebär att vattnet flödar genom totalt 2 vattendrag innan det når havet efter 293 kilometer. Avrinningsområdet består mestadels av skog (42 procent), jordbruk (11 procent) och sankmarker (29 procent). Avrinningsområdet har 0,6 kvadratkilometer vattenytor vilket ger det en sjöprocent på 6,3 procent.